# Albert Nelson (football)
Pour les articles homonymes, voir Albert King et Nelson.
Albert Nelson est un footballeur professionnel français, né le 29 juillet 1956 à Saint-Claude (Guadeloupe), et mort le 5 avril 1992 à Bry-sur-Marne (Val-de-Marne). Il évoluait au poste de défenseur ou milieu de terrain.

## Biographie
Au cours de sa carrière professionnelle, Albert Nelson dispute 160 matchs en Division 2 avec Angers, Lorient, Guingamp et Le Mans.